# Cenas de um Casamento no Campo
Cenas de um Casamento no Campo (em alemão: Hochzeitsvorbereitungen auf dem Lande),  foi o primeiro livro publicado por Franz Kafka, em 1907. Somente as páginas iniciais deste livro são conhecidas.